# 카포드리세
카포드리세(이탈리아어: Capodrise)는 이탈리아 캄파니아주 카세르타도에 있는 코무네이다. 나폴리로부터는 북쪽으로 25km 카세르타에선 남서쪽으로 3km 거리에 있다.